# Regla de Emery
En 1909, el entomólogo italiano Carlo Emery percibió que los parásitos sociales entre insectos (por ejemplo, cleptoparásitos) tendían a ser parásitos de especies o géneros con los que estaba emparentado. Con el paso del tiempo, esta conducta se ha podido observar en muchos otros casos, y se ha generalizado en lo que se conoce como regla de Emery. Este comportamiento es bien conocido en varios taxones de Hymenoptera, por ejemplo, la avispa social Dolichovespula adulterina parasita a otros miembros de su género, como Dolichovespula norwegica y Dolichovespula arenaria. La regla de Emery no solo puede aplicarse a animales, sino también a hongos, algas rojas y al muérdago. El significado y la relevancia general de esta conducta son aun hoy motivo de debate, ya que existen numerosas excepciones, aunque una explicación común para los casos en que se da es que los parásitos podrían haber comenzado como parásitos facultativos dentro de su propia especie, como parasitismo intraespecífico, pero que después se separaron reproductivamente y dieron lugar a especiación simpátrica.
Cuando una especie parasítica es de un taxón hermano al de su víctima, se dice que la relación es de una aplicación estricta de la regla de Emery, mientras que si los taxones no son hermanos es de aplicación laxa.